# 夜想曲第4番 (ショパン)
夜想曲第4番 ヘ長調 作品15-1 は、フレデリック・ショパンが1832年に作曲した夜想曲集の第2作で、作品15の第1曲である。献呈はフェルディナント・ヒラーに対して行われた。

## 概要
前作の作品9-1、9-2、9-3以上に華々しい中間部を設けるなど、単なるサロン音楽の域を越えた野心作である。

## 構成

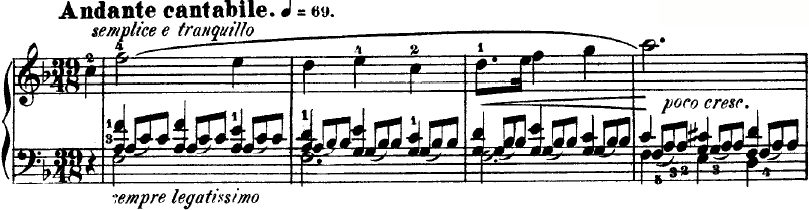
夜想曲第4番の冒頭部分

ヘ長調、アンダンテ・カンタービレ、4分の3拍子。
単純で伸びやかな旋律が、左手3連符のオクターブ・長三度に乗って現れる。左手和声は半音階的進行で単調さを避けている。

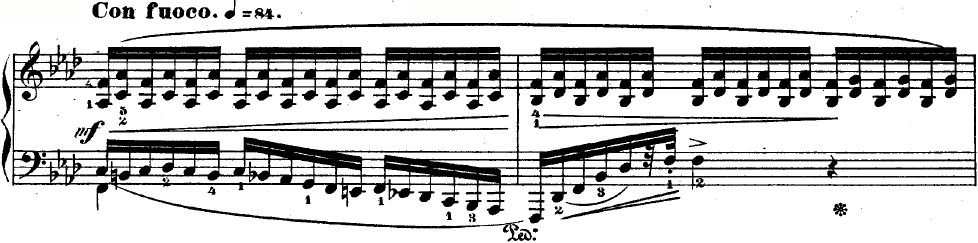
夜想曲第4番の中間部分

その後、ヘ短調、コン・フオーコの急に荒々しい部分が始まる。右手は6度の主和音和声をトレモロで強調する。左手は低音域で音階進行。途中4分の3拍子から8分の6拍子に変えるなど、速度について作者の詳細な指示が残っている。やがて再び冒頭のヘ長調の部分が現れ、アルペッジョのコーダで曲を閉じる。

## 夜想曲第4番が使用された作品など
- ヘタリア Axis Powers - Webアニメ。第1期の第6話で、登場人物のオーストリアがこの曲の中間部分を演奏しているシーンがある。
- Nocturnal（Chopin） - ALI PROJECTのストリングスアルバム『Grand Finale』に収録されている楽曲。この曲に歌詞をつけて歌っている。